# Locomotiva FNM 240
Le locomotive gruppo 240 delle Ferrovie Nord Milano erano un gruppo di locotender di rodiggio D, progettate per la trazione di convogli merci sulle linee sociali.

## Storia
Agli inizi del XX secolo, l'aumento del traffico sulle linee delle Ferrovie Nord Milano rese necessaria l'acquisizione di locomotive più moderne, che sostituissero le macchine di prima generazione.
Dopo aver introdotto delle locomotive 2’B per i treni passeggeri, l'amministrazione ferroviaria decise di acquistare per il traffico merci delle macchine di rodiggio D con elevata massa aderente, così da massimizzare la capacità di trazione.
Nel 1907 entrarono in servizio le prime quattro unità, numerate da 401 a 404 e costruite dagli Ateliers St. Leonard di Liegi; le macchine si rivelarono estremamente soddisfacenti, e pertanto vennero replicate l'anno successivo in ulteriori cinque unità (405 ÷ 409) costruite dalla Ateliers de construction de La Meuse.
Visto il successo di tali macchine sulla rete FNM, nel 1912 la Società Anonima per le Ferrovie della Brianza Centrale (FBC), esercente la linea Monza-Molteno, fece costruire alla Henschel due unità analoghe, numerandole 11 e 12; tuttavia queste si rivelarono inadatte per le esigenze della linea briantea, dal traffico molto più ridotto, e così dopo pochi mesi vennero vendute alle FNM, presso le quali ottennero i numeri 410 e 411, completando la dotazione del gruppo.
Intorno al 1940 le FNM introdussero un nuovo sistema di numerazione del parco motore, e le locomotive 401 ÷ 411 vennero riclassificate nel gruppo 240, con numeri progressivi da 01 a 11; sempre nel 1940, stante il progressivo estendersi dell'elettrificazione, le unità 03 e 04 furono vendute alla Società Ferrovia Biella Novara (SFBN).
Le unità restanti fecero servizio sulle FNM fino al 1951, quando con il completamento dell'elettrificazione il parco di macchine a vapore era divenuto sovrabbondante. Alcune unità furono subito demolite, altre vendute alla Fornicoke ed utilizzate sui raccordi ferroviari di San Giuseppe di Cairo, altre ancora alla società Emilio Astengo per i servizi nel Porto di Savona, fino ai primi anni settanta.
Fra queste ultime, la 240-05 venne conservata e in seguito, nel 1981, riacquistata dalle FNM; nel 1997 venne restaurata, e da allora viene utilizzata per treni storici e rievocativi.

## Caratteristiche
Si trattava di locotender di rodiggio D, con due cilindri a semplice espansione, con distribuzione Walschaerts.